# 艶々
艶々（つやつや）は、日本の漫画家。男性。有限会社スタジオシトミ取締役社長。

## 経歴・人物
『月刊少年ジャンプ』（集英社）1993年（平成5年）8月増刊号に掲載された「ゆり先生の教育白書!!」でデビュー。当時のペンネームは廣瀬良多。
熱狂的な阪神タイガースファン。作中には阪神タイガースの選手の名前が挙がっていたり、2008年後半の低迷ぶりにはブログでひどく激怒するなどした。現在はブログ等でもプロ野球の話題に触れることはなく、趣味としてはカメラや写真（特に銀塩写真）に傾倒している。別名義で写真系ブログもあり。
出身は大阪府枚方市で現在は岐阜県在住。ブログで「（東京都には）月に何度か来る事がある」と記しているように、毎月1回以上東京都を訪れている。

## 作風
成人向け漫画（指定マークなし）雑誌を中心に作品を発表している。主に爆乳系の熟女・お姉さん・美少女を描き、なかでも母親キャラがヒロインとなることが多い。性行為の描写は艶かしいものがあり、萌え系というよりは往年のエロ劇画に近い雰囲気を持つ。『たとえば母が』『鷹月助教授の淫靡な日々』『はだかのくすりゆび』『我妻姉弟』などの作品は緻密に計算された展開でストーリーが進んでいき、コメディ要素が全くない。逆に『家政婦のミツコさん』『となりのとなりのお姉さん』『ボクノアイジン』のように全編コメディタッチの作品もある。
マドンナ・熟れコミレーベルよりアダルトビデオとして作品が実写化されており、2013年に『たとえば母が』がDVD2枚組全3巻（計6枚）が発売された。2014年には『密やかに熟れる花』も実写化され、同レーベルより発売されている。
2014年には『はだかのくすりゆび』が山口雄也監督により映画作品として実写化され、シネマート六本木において同年4月26日から5月2日まで限定公開された。劇場公開版は全92分の作品となっているが、未公開パートを加えて再編集された全188分の完全版のDVDが同年5月2日にリリースされた（セル版はDVD3枚組、レンタル版は上中下巻の3巻構成となる）。
合同作業をしたことがあるさかきなおもとが言うには筆を描くスピードが非常に速い。

## 青年漫画・成年コミック（非指定）作品
当節における「青年漫画」「成年コミック（非指定）」の分類は単行本における取り扱い上の分類に拠るものであり、掲載誌の取り扱い上の分類については注釈を参照。
鷹月助教授の淫靡な日々
原案：山咲まさと。
双葉社『漫画アクション』2000年10月17日号から2002年6月4日号まで連載。単行本全6巻。関連作品に『鷹月助教授の淫靡な日々浸潤の娟貌』がある。
千景
原案：山咲まさと。
双葉社『メンズヤング』2002年3月号から2003年2月号まで連載。
- 『千景 愛とエロスの伝道者』双葉社〈アクションコミックス〉、2003年2月28日発行、ISBN 978-4-575-82789-7

かすみの杜
原作：みなかみゆう。
双葉社『メンズアクション』2002年9月号、2003年4月号から2004年10月号まで連載。単行本全2巻。
たとえば母が
双葉社『メンズヤング』2003年7月号から2008年4月号まで連載。単行本全6巻。2013年にマドンナよりアダルトビデオ全3巻が発売。
となりのとなりのお姉さん
原作：みなかみゆう。
双葉社『メンズアクション』2005年1月号から2006年7月号まで連載。単行本全2巻。
はたらく人妻さん
原作：みなかみゆう。
双葉社『アクションピザッツ』2006年9月6日号から2009年7月号、双葉社『アクションピザッツDX』2008年5月号に掲載。全6話。
- 『はたらく人妻さん』双葉社〈アクションコミックス〉、2009年8月12日発行、ISBN 978-4-575-83658-5
  - 同時収録『奥様マリの潤いの庭』（艶々の単独名義）

はだかのくすりゆび
日本文芸社『別冊漫画ゴラク』No.588からNo.622まで連載（月2回刊の時代は隔号連載）。単行本全3巻。
主人公・戸田みどりは、娘のお見合い相手である松下志人から告白され、行為に及んでしまう。爛れた関係に溺れていく2人。その2人の行為を見た娘摩耶はある行動を起こす。
2014年、山口雄也監督により実写映画化され、シネマート六本木にて一週間限定で劇場公開された。
家政婦のミツコさん
双葉社『メンズヤング』2008年7月号から2009年11月号まで連載。単行本全2巻。
密やかに熟れる花
原作：宇野みづき。
双葉社『アクションピザッツ』2009年7月号から2011年3月号まで隔月連載。2014年にマドンナよりアダルトビデオが発売。
- 『密やかに熟れる花』双葉社〈アクションコミックス〉、2011年3月、ISBN 978-4-575-83890-9

ものかげのイリス
日本文芸社『別冊漫画ゴラク』連載。
- 『ものかげのイリス』日本文芸社〈ニチブンコミックス〉、全3巻
  1. 2011年4月、ISBN 978-4-5371-2736-2
  2. 2011年12月、ISBN 978-4-5371-2834-5
  3. 2012年8月、ISBN 978-4-5371-2925-0

三日月がわらってる
秋田書店『月刊ヤングチャンピオン烈』2010年No.4から2014年No.7まで連載。
- 『三日月がわらってる』秋田書店〈ヤングチャンピオン烈コミックス〉、全5巻
  1. 2011年10月20日発売、ISBN 978-4-253-25606-3
  2. 2012年7月20日発売、ISBN 978-4-253-25607-0
  3. 2013年3月19日発売、ISBN 978-4-253-25608-7
  4. 2013年9月20日発売、ISBN 978-4-253-25609-4
  5. 2014年6月20日発売、ISBN 978-4-253-25610-0

ひるがお
双葉社『メンズヤング』2010年10月号より隔月連載開始。2012年1月30日（3月号）の同誌休刊に伴い、2012年5月号より同社『アクションピザッツ』に移籍、2015年9月号まで連載。
- 『ひるがお』双葉社〈アクションコミックス〉、全4巻
  1. 2012年3月、ISBN 978-4-5758-4039-1
  2. 2013年8月、ISBN 978-4-873-06520-5
  3. 2014年5月、ISBN 978-4-873-06573-1
  4. 2015年2月、ISBN 978-4-873-06627-1

甘い鞭
原作：大石圭。
日本文芸社『別冊漫画ゴラク』2012年12月号から2014年4月号まで連載。最終巻の単行本第2巻は諸事情により未刊だったが、後に上下2巻の完全版として成人指定でコミックス化された。
あの夜のささやきが。
日本文芸社『別冊漫画ゴラク』2014年5月号から2015年2月号まで連載。
- 『あの夜のささやきが。』日本文芸社〈ニチブンコミックス〉、2015年2月28日発売、ISBN 978-4-537-13263-2）

うしろのまなざし
少年画報社『ヤングキング』2014年11号より2015年1号まで不定期連載。単巻。
- 『うしろのまなざし』少年画報社〈ヤングキングコミックス〉、2015年3月9日発売、ISBN 978-4-785-95495-6）
  - 同時収録『朱い花』

With me?
第1話から第3話を、少年画報社『ヤングキング』2015年6号より2015年17号まで不定期連載、第4話から第8話を少年画報社『ヤングコミック』2016年3月号から2016年7月号まで不定期連載。雑誌掲載時、第4話からは雑誌移動に伴ってタイトルも『―With me?―』から『ここではないどこかへ-With me?-』に変わっていた。
- 『‐with me?‐ここではないどこかへ』少年画報社〈ヤングキングコミックス〉、2016年8月30日発売、ISBN 978-4-785-95851-0

落日のパトス
秋田書店『別冊ヤングチャンピオン』2014年12月号より連載開始。連載中。
- 『落日のパトス』秋田書店〈ヤングチャンピオンコミックス〉、既刊17巻（2025年3月18日現在）
  1. 2015年9月1日発売、ISBN 978-4-253-14071-3
  2. 2016年5月1日発売、ISBN 978-4-253-14072-0
  3. 2016年11月1日発売、ISBN 978-4-253-14073-7
  4. 2017年7月1日発売、ISBN 978-4-253-14074-4
  5. 2018年2月20日発売、ISBN 978-4-253-14075-1
  6. 2018年8月20日発売、ISBN 978-4-253-14076-8
  7. 2019年4月19日発売、ISBN 978-4-253-14077-5
  8. 2019年11月20日発売、ISBN 978-4-253-14078-2
  9. 2020年6月19日発売、ISBN 978-4-253-14079-9
  10. 2021年2月19日発売、ISBN 978-4-253-14080-5
  11. 2021年6月18日発売、ISBN 978-4-253-14215-1
  12. 2022年3月17日発売、ISBN 978-4-253-14216-8
  13. 2022年10月20日発売、ISBN 978-4-253-14217-5
  14. 2023年5月18日発売、ISBN 978-4-253-14218-2
  15. 2024年1月18日発売、ISBN 978-4-253-14219-9
  16. 2024年8月20日発売、ISBN 978-4-253-14220-5
  17. 2025年3月18日発売、ISBN 978-4-253-31401-5

黄昏のエトス
秋田書店『ヤングチャンピオン烈』にて、2019年No.12から連載中。『落日のパトス』のスピンオフ。
- 『黄昏のエトス』秋田書店〈ヤングチャンピオンコミックス〉、既刊4巻（2024年4月18日現在）
  1. 2020年6月19日発売、ISBN 978-4-253-30141-1
  2. 2021年11月18日発売、ISBN 978-4-253-30142-8
  3. 2022年10月20日発売、ISBN 978-4-253-30143-5
  4. 2024年4月18日発売、ISBN 978-4-253-30144-2

5時まで待てない
日本文芸社『漫画ゴラクスペシャル』2016年8月号から2018年8月号まで連載。
- 『5時まで待てない』日本文芸社〈ニチブンコミックス〉、全3巻
  1. 2017年5月19日発売、ISBN 978-4-537-13584-8
  2. 2018年1月29日発売、ISBN 978-4-537-13686-9
  3. 2018年10月29日発売、ISBN 978-4-537-13834-4

ふたりのおうち
少年画報社『ヤングコミック』2016年9月号から2019年5月号まで連載。
- 『ふたりのおうち』少年画報社〈ヤングキングコミックス〉、全4巻
  1. 2017年5月30日発売、ISBN 978-4-785-96021-6
  2. 2018年2月20日発売、ISBN 978-4-785-96162-6
  3. 2018年9月29日発売、ISBN 978-4-785-96294-4
  4. 2019年5月30日発売、ISBN 978-4-785-96443-6

しおりの日記
日本文芸社『別冊漫画ゴラク』で連載。
- 『しおりの日記』日本文芸社〈ニチブンコミックス〉、全3巻
  1. 2019年11月09日発売、ISBN 978-4-537-14161-0
  2. 2020年08月06日発売、ISBN 978-4-537-14270-9
  3. 2021年01月29日発売、ISBN 978-4-537-14335-5

ぼくとわたしとママの夏
秋田書店『マンガクロス』2021年1月14日から7月14日まで連載。
- 『ぼくとわたしとママの夏』秋田書店〈チャンピオンREDコミックス〉、2021年10月20日発売、ISBN 978-4-253-32046-7）

ふたりの夏が終わるまで
日本文芸社『漫画ゴラクスペシャル』22号から連載中。
- 『ふたりの夏が終わるまで』日本文芸社〈ニチブンコミックス〉、既刊4巻（2025年1月29日現在）
  1. 2023年1月27日発売、ISBN 978-4-537-14600-4
  2. 2023年9月28日発売、ISBN 978-4-537-14699-8
  3. 2024年5月29日発売、ISBN 978-4-537-14829-9
  4. 2025年1月29日発売、ISBN 978-4-537-14951-7

## 成年コミック（成年指定）作品
※当節における「成年コミック（成年指定）」の分類は単行本における取り扱い上の分類に拠るものであり、掲載誌の取り扱い上の分類については注釈を参照。
久枝背徳日記
非常勤古典教師、芥川久枝（34）が生徒の滝岡貴之から告白され、貴之との性行為を通して夫がザイール派遣によるセックスレスでオバサン化していた自分に対して全く遠かった性の目覚め、貴之と久枝が付き合うようになり、一人息子芥川修司が久枝の日記、2人のビデオを見てオナニーをしている。という事実を打ち付けられる久枝、そして修司と久枝の一夜限りの近親相姦を日記調に紹介する。市場には通さず同人誌で発売したが2010年にエンジェルコミックより上下巻として市販された。序盤は授業時間に愛しあい、多くを自習にした事で校長から厳重注意されるというオチがついたコメディタッチだったが、修二が登場する3話からは久枝、修司、滝岡の三角関係によるシリアスなものに変わっていった。
- 久枝さんの背徳日記（2000年11月、桃園書房、トーエンコミックス、ISBN 978-4-8078-3415-0）※指定マークなし
- 久枝背徳日記1〜7（同人誌）
- 主婦久枝の日記（2004年5月15日発行、桃園書房、トーエンコミックス、ISBN 978-4-8078-3906-3）
- 久枝背徳日記 完全版 上（2010年05月17日発売、エンジェル出版、エンジェルコミックス、ISBN 978-4-87306-348-5）
- 久枝背徳日記 完全版 下（2010年05月17日発売、エンジェル出版、エンジェルコミックス、ISBN 978-4-87306-349-2）

淫彩 この熟女は夜に喘く
- 淫彩 この熟女は夜に喘く（2003年06月25日発行、桃園書房、トーエンコミックス、ISBN 978-4-80783-787-8）
- 淫彩 この熟女は夜に喘く（2011年05月17日発売、エンジェル出版、エンジェルコミックス、ISBN 978-4-87306-386-7）※トーエンコミックス版の再版

ボクノアイジン
富士美出版『COMIC桃姫』2004年8月号から2006年3月号まで連載。単巻。
- ボクノアイジン［限定版］艶盤CD付き（2007年2月14日、富士美出版、富士美コミックス、ISBN 978-4-8942-1719-5）※ドラマCD付属・初回限定版
- ボクノアイジン（通常版）（2008年1月25日、富士美出版、富士美コミックス、ISBN 978-4-8942-1779-9）

我妻姉弟
原作：みなかみゆう
辰巳出版『COMICペンギンクラブ』2006年11月号から2008年4月号まで連載。全2巻。
- 我妻姉弟 純情編（2007年12月05日発行、富士美出版、富士美コミックス、ISBN 978-4-89421-764-5）
- 我妻姉弟 背徳編（2008年09月05日発行、富士美出版、富士美コミックス、ISBN 978-4-89421-819-2）※同時収録『淫の生まれる部屋』『人妻専科 高見芙美子』（艶々の単独名義）

## その他

### 一般向け作品
- みさき☆センセーション 廣瀬良多短編集（1993年10月9日、集英社、ジャンプコミックス、ISBN 978-4-0887-1828-6）※廣瀬良多名義
- 特殊派遣教師・日生子（1993年12月、『月刊少年ジャンプ』[注 13]掲載、単行本未収録）※廣瀬良多名義
- 女神様のいうとおり（2015年12月、日本文芸社、ニチブンコミックス、ISBN 978-4-5371-3379-0）※廣瀬良多名義
- アユムノート（2020年2月-2021年3月、リイド社、コミックボーダー掲載）
- かきすて!（2021年4月-12月、リイド社、コミックボーダー掲載）

### 成人向け作品
- 喫茶店の女（『メンズヤング増刊』[注 14]2004年2月号掲載、単行本『たとえば母が』第1巻収録）
- また雨の夜に（『メンズヤング増刊』[注 14]2006年2月号掲載、単行本『たとえば母が』第4巻収録）
- 月刊艶々（『COMIC桃姫』[注 11]2006年5月号掲載、『COMICバズーカ』[注 15]2006年6月号掲載、単行本未収録）
- 桃園書房『COMICジャンボ』[注 16]カバーイラスト（2006年7月号 - 2007年8月号・最終号、書籍未収録）
- 燐寸（『メンズヤング増刊』[注 14]2006年8月号掲載、単行本『たとえば母が』第5巻収録）
- 奥様マリの潤いの庭（『漫画大衆DX』[注 17]掲載、2006年8月号 - 2007年7月号、全4話、単行本『はたらく人妻さん』収録）
- 人妻専科 高見芙美子（全2話、単行本『我妻姉弟 背徳編』収録）
- 淫の生まれる部屋（『COMICペンギンクラブ山賊版』[注 18]掲載、全7話、2007年12月号から2008年6月号までの計4話分は単行本『我妻姉弟 背徳編』収録）
- お隣さんからデリバリー（『メンズヤング』[注 2]2008年5月号掲載、単行本『たとえば母がExtra赤』収録）
- 安住君と一緒（『COMICペンギンクラブ』[注 12]掲載、2008年7月号 - 2009年4月号、全5話、単行本未収録）
- みずあそび（『メンズヤング』[注 2]2010年8月号掲載、単行本『たとえば母がExtra赤』収録）
- 朱い花（『ヤングキング』[注 8]2013年24号掲載、『ヤングキング激』[注 19]2014年1月26日増刊号掲載、全2話、単行本『うしろのまなざし』収録）

### 共同作品（アンソロジー）
- 恋愛遺伝子シンドローム（日本文芸社、ニチブンコミックス、2011年12月発売、ISBN 978-4-537-12835-2）※さかきなおもと、陽香、月島綾、神田ゆう、仲居ゆかりによるオムニバス型式のアンソロジーコミック。

### 共同作品（同人作品）
- 眼鏡女と公衆便所（制作：MasterMind、作画：さかきなおもと）
- 特殊派遣教師日生子（制作・作画：廣瀬良多）
- プレリュード（原作：STUDIO-SITOMI）
- SITOMI（制作：スタジオシトミ、作画：みなかみゆう、ももくん、みき姫、風珍）
- シニカル・ムーンライト・パーティー（制作・作画）

## アシスタント
- みき姫
- 坂ノ睦
- 小夏ゆーた
- 樋野貴浩
- 廣島ガウォ